# كارالا
كارالا أو سمكة قصيرة (الاسم العلمي Karalla)، جنس أسماك بحرية من الحرشفيات وفصيلة أسماك ناعمة الفكوك. أعطانها الأصيلة المحيط الهندي وغرب المحيط الهادي.

## الأنواع
هناك حاليًا نوعان معروفان في هذا الجنس:
- سمكة قصيرة ذهبية الكرش (جورج كوفييه, 1829) (Goldstripe ponyfish)
- Karalla dussumieri (اشيل فالنسيان, 1835) (Dussumier's ponyfish)